# Wereldkampioenschappen kunstschaatsen 1958
De Wereldkampioenschappen kunstschaatsen 1958 werden gevormd door vier toernooien die door de Internationale Schaatsunie werden georganiseerd.
Voor de mannen was het de 49e editie, voor de vrouwen de 39e, voor de paren de 37e en voor de ijsdansers de zevende editie. De kampioenschappen vonden plaats van 13 tot en met 15 februari in Parijs, Frankrijk. Parijs was voor de vierde maal gaststad, voor Frankrijk gold dit als gastland. In 1936 en 1949 vonden de toernooien voor mannen, vrouwen en paren hier plaats, in 1952 alle vier de toernooien.

## Deelname
Er namen deelnemers uit een recordaantal van vijftien landen deel aan deze kampioenschappen. Het vooroorlogse record uit 1939 van veertiende deelnemende landen werd hiermee verbroken. Zij vulden ook een recordaantal van 83 startplaatsen in.
Voor het eerst nam er een vertegenwoordiging uit de Sovjet-Unie deel, drie mannen en twee paren vormden de delegatie. De Sovjet-Unie was het 24e land waarvan ten minste een deelnemer aan een van de WK kampioenschappen deelnam.
Voor Nederland kwamen Joan Haanappel en Sjoukje Dijkstra uit bij de vrouwen en Catharine Odink / Jacobus Odink bij het ijsdansen.
(Tussen haakjes het totaal aantal startplaatsen in de vier toernooien.)
| Verenigde Staten (12) Canada (9) Frankrijk (8) Oostenrijk (8) Verenigd Koninkrijk (8) | West-Duitsland (8) Italië (5) Sovjet-Unie (5) Noorwegen (4) Australië (3) | Nederland (3) Tsjecho-Slowakije (3) Zwitserland (3) Hongarije (2) Zweden (2) |

## Medailleverdeling
Bij de mannen prolongeerde de Amerikaan David Jenkins de wereldtitel. Het was het zijn vierde medaille oprij, in 1955 en 1956 won hij beide keren brons. Net als in 1957 behaalde zijn landgenoot Tim Brown de zilveren medaille, het was ook zijn tweede medaille. De Fransman Alain Giletti op plaats drie behaalde ook zijn tweede medaille, in 1954 won hij ook brons.
Bij de vrouwen prolongeerde de Amerikaanse Carol Heiss de wereldtitel, haar derde titel oprij. Het was haar vierde opeenvolgende medaille, in 1955 werd ze tweede. De Oostenrijkse Ingrid Wendl op plaats twee nam voor de derde keer plaats op het erepodium, in 1956 en 1957 werd ze derde. Haar landgenote Hanna Walter op de derde plaats won haar eerste medaille.
Bij de paren prolongeerde het Canadese paar Barbara Wagner / Robert Paul de wereldtitel, het was hun tweede medaille. Het Tsjechoslowaakse paar op plaats twee, Věra Suchánková / Zdeněk Doležal, nam voor de eerste keer plaats op het podium. Net als in 1957 behaalde het Canadese paar Maria Jelinek / Otto Jelinek de bronzen medaille, het was ook hun tweede medaille.
Bij het ijsdansen prolongeerde het Britse paar June Markham / Courtney Jones de wereldtitel. Het was hun derde medaille, in 1956 wonnen ze de zilveren medaille. Het Canadese paar Geraldine Fenton / William McLachlan werden evenals in 1957 weer tweede. Het debuterende Amerikaanse paar Andree Anderson / Donald Jacoby behaalden de bronzen medaille.
| Discipline | Goud                          | Zilver                               | Brons                           |
| ---------- | ----------------------------- | ------------------------------------ | ------------------------------- |
| Mannen     | David Jenkins                 | Tim Brown                            | Alain Giletti                   |
| Vrouwen    | Carol Heiss                   | Ingrid Wendl                         | Hanna Walter                    |
| Paren      | Barbara Wagner / Robert Paul  | Věra Suchánková / Zdeněk Doležal     | Maria Jelinek / Otto Jelinek    |
| IJsdansen  | June Markham / Courtney Jones | Geraldine Fenton / William McLachlan | Andree Anderson / Donald Jacoby |

## Uitslagen
| #      | naam (deelname)           | land                                  | pc  |
| ------ | ------------------------- | ------------------------------------- | --- |
| Goud   | David Jenkins (5)         | Vlag van Verenigde Staten (1912-1959) | 9   |
| Zilver | Tim Brown (2)             | Vlag van Verenigde Staten (1912-1959) | 28  |
| Brons  | Alain Giletti (6)         | Vlag van Frankrijk                    | 26  |
| 4      | Donald Jackson (2)        | Vlag van Canada 1957-1965             | 44  |
| 5      | Alain Calmat (5)          | Vlag van Frankrijk                    | 61  |
| 6      | Karol Divín (3)           | Vlag van Tsjecho-Slowakije            | 46  |
| 7      | Tilo Gutzeit (3)          | Vlag van Bondsrepubliek Duitsland     | 63  |
| 8      | Michael Booker (6)        | Vlag van Verenigd Koninkrijk          | 87  |
| 9      | Edward Collins            | Vlag van Canada 1957-1965             | 90  |
| 10     | Robert Brewer (2)         | Vlag van Verenigde Staten (1912-1959) | 95  |
| 11     | Charles Snelling (5)      | Vlag van Canada 1957-1965             | 91  |
| 12     | Tom Moore (2)             | Vlag van Verenigde Staten (1912-1959) | 97  |
| 13     | Norbert Felsinger (5)     | Vlag van Oostenrijk                   | 97  |
| 14     | Hans Jürgen Bäumler (2)   | Vlag van Bondsrepubliek Duitsland     | 124 |
| 15     | Manfred Schnelldorfer (3) | Vlag van Bondsrepubliek Duitsland     | 130 |
| 16     | Peter Jonas               | Vlag van Oostenrijk                   | 152 |
| 17     | Lev Michailov             | Vlag van Sovjet-Unie                  | 156 |
| 18     | Francois Pache (3)        | Vlag van Zwitserland                  | 164 |
| 19     | Per Kjølberg              | Vlag van Noorwegen                    | 162 |
| 20     | Valentin Zacharov         | Vlag van Sovjet-Unie                  | 180 |
| 21     | Igor Persiantsev          | Vlag van Sovjet-Unie                  | 188 |
| 22     | William Cherrell (2)      | Vlag van Australië                    | 187 |
| 23     | Charles Keeble (3)        | Vlag van Australië                    | 207 |

| #      | naam (deelname)       | land                                  | pc   |
| ------ | --------------------- | ------------------------------------- | ---- |
| Goud   | Carol Heiss (5)       | Vlag van Verenigde Staten (1912-1959) | 9    |
| Zilver | Ingrid Wendl (5)      | Vlag van Oostenrijk                   | 19   |
| Brons  | Hanna Walter (4)      | Vlag van Oostenrijk                   | 41.5 |
| 4      | Ina Bauer (3)         | Vlag van Bondsrepubliek Duitsland     | 47   |
| 5      | Diana Carol Peach (2) | Vlag van Verenigd Koninkrijk          | 68   |
| 6      | Nancy Heiss (2)       | Vlag van Verenigde Staten (1912-1959) | 56   |
| 7      | Patricia Ann Pauley   | Vlag van Verenigd Koninkrijk          | 79.5 |
| 8      | Joan Haanappel (4)    | Vlag van Nederland                    | 83   |
| 9      | Carol Wanek           | Vlag van Verenigde Staten (1912-1959) | 86   |
| 10     | Claralyn Lewis (2)    | Vlag van Verenigde Staten (1912-1959) | 89   |
| 11     | Karin Frohner         | Vlag van Oostenrijk                   | 111  |
| 12     | Regine Heitzer        | Vlag van Oostenrijk                   | 106  |
| 13     | Margaret Crosland (2) | Vlag van Canada 1957-1965             | 108  |
| 14     | Dany Rigoulot         | Vlag van Frankrijk                    | 114  |
| 15     | Sonia Snelling        | Vlag van Canada 1957-1965             | 116  |
| 16     | Sjoukje Dijkstra (4)  | Vlag van Nederland                    | 131  |
| 17     | Jindra Kramperova (2) | Vlag van Tsjecho-Slowakije            | 127  |
| 18     | Corinne Altmann       | Vlag van Frankrijk                    | 169  |
| 19     | Petra Damm            | Vlag van Bondsrepubliek Duitsland     | 174  |
| 20     | Carla Tichatschek (2) | Vlag van Italië                       | 186  |
| 21     | Anna Galmarini        | Vlag van Italië                       | 193  |
| 22     | Nicole Erdos          | Vlag van Frankrijk                    | 202  |
| 23     | Nicole Hassler        | Vlag van Frankrijk                    | 200  |
| 24     | Liliane Crosa         | Vlag van Zwitserland                  | 215  |
| 25     | Lois Thomson          | Vlag van Australië                    | 216  |
| 26     | Rita Müller           | Vlag van Zwitserland                  | 222  |
| 27     | Grete Borgen          | Vlag van Noorwegen                    | 239  |
| 28     | Anne Karin Dehle      | Vlag van Noorwegen                    | 248  |
| 29     | Grunhild Frylen       | Vlag van Zweden                       | 250  |

| #      | naam (deelname)                                 | land                                  | pc    |
| ------ | ----------------------------------------------- | ------------------------------------- | ----- |
| Goud   | Barbara Wagner (4) Robert Paul (4)              | Vlag van Canada 1957-1965             | 10    |
| Zilver | Věra Suchánková (2) Zdeněk Doležal (2)          | Vlag van Tsjecho-Slowakije            | 26    |
| Brons  | Maria Jelinek (2) Otto Jelinek (2)              | Vlag van Canada 1957-1965             | 28    |
| 4      | Joyce Coates (3) Anthony Holles (3)             | Vlag van Verenigd Koninkrijk          | 41    |
| 5      | Nancy Ludington-Rouillard (2) Ron Ludington (2) | Vlag van Verenigde Staten (1912-1959) | 48.5  |
| 6      | Marika Kilius (4) Hans Jürgen Bäumler (2)       | Vlag van Bondsrepubliek Duitsland     | 48    |
| 7      | Marianne Nagy (6) László Nagy (6)               | Vlag van Hongarije                    | 64.5  |
| 8      | Nina Zhoek Stanislas Zhoek                      | Vlag van Sovjet-Unie                  | 84    |
| 9      | Mary-Jane Watson John Jarmon                    | Vlag van Verenigde Staten (1912-1959) | 78.5  |
| 10     | Liesel Ellend (3) Konrad Lienert (3)            | Vlag van Oostenrijk                   | 79.5  |
| 11     | Eszter Jurek Miklos Kuharovicz                  | Vlag van Hongarije                    | 98.5  |
| 12     | Carolyn Krau (2) Rodney Ward (2)                | Vlag van Verenigd Koninkrijk          | 102   |
| 13     | Ljoedmila Belousova Oleg Protopopov             | Vlag van Sovjet-Unie                  | 119   |
| 14     | Agneta Wale Kristian Wale                       | Vlag van Zweden                       | 119   |
| 15     | Ingeborg Nilsson (3) Reidar Börjeson            | Vlag van Noorwegen                    | 133.5 |

| #      | naam (deelname)                                          | land                                  | pc  |
| ------ | -------------------------------------------------------- | ------------------------------------- | --- |
| Goud   | June Markham (3) Courtney Jones (3)                      | Vlag van Verenigd Koninkrijk          | 9   |
| Zilver | Geraldine Fenton (2) William McLachlan (2)               | Vlag van Canada 1957-1965             | 25  |
| Brons  | Andree Anderson Donald Jacoby (3)                        | Vlag van Verenigde Staten (1912-1959) | 35  |
| 4      | Catherine Morris (2) Michael Robinson (2)                | Vlag van Verenigd Koninkrijk          | 37  |
| 5      | Barbara Thompson (3) Gerard Rigby (3)                    | Vlag van Verenigd Koninkrijk          | 39  |
| 6      | Christiane Guhel Jean-Paul Guhel                         | Vlag van Frankrijk                    | 46  |
| 7      | Beverly Orr (2) Hugh Smith (2)                           | Vlag van Canada 1957-1965             | 61  |
| 8      | Claire O'Neill John Bejshak                              | Vlag van Verenigde Staten (1912-1959) | 72  |
| 9      | Lucia Zorn-Fischer (3) Rudolf Zorn (3)                   | Vlag van Oostenrijk                   | 96  |
| 10     | Rita Paucka (2) Peter Kwiet (2)                          | Vlag van Bondsrepubliek Duitsland     | 98  |
| 11     | Catharine Odink (5) Jacobus Odink (5)                    | Vlag van Nederland                    | 99  |
| 12     | Annick de Trentinian Jacques Mer                         | Vlag van Frankrijk                    | 102 |
| 13     | Adrianna Giuggiolini (2) Germano Ceccattini (2)          | Vlag van Italië                       | 108 |
| 14     | Petra Steigerwaldt Hannes Bruckhardt (2)                 | Vlag van Bondsrepubliek Duitsland     | 131 |
| 15     | Ludovica Boccacci Giancarlo Sioli (3)                    | Vlag van Italië                       | 128 |
| 16     | Maria Grazia Toncelli-Locatelli (2) Vinicio Toncelli (2) | Vlag van Italië                       | 138 |

Medaillewinnaars

Mannen · 
Vrouwen ·
Paren · 
IJsdansen

 Toernooi

1896 · 
1897 · 
1898 · 
1899 · 
1900 · 
1901 · 
1902 · 
1903 · 
1904 · 
1905 · 
1906 · 
1907 · 
1908 · 
1909 · 
1910 · 
1911 · 
1912 · 
1913 · 
1914 · 
1915-1921 · 
1922 · 
1923 · 
1924 · 
1925 · 
1926 · 
1927 · 
1928 · 
1929 · 
1930 · 
1931 · 
1932 · 
1933 · 
1934 · 
1935 · 
1936 · 
1937 · 
1938 · 
1939 ·
1940-1946 · 
1947 · 
1948 · 
1949 · 
1950 · 
1951 · 
1952 · 
1953 · 
1954 · 
1955 · 
1956 · 
1957 · 
1958 · 
1959 · 
1960 · 
1961 · 
1962 · 
1963 · 
1964 · 
1965 · 
1966 · 
1967 · 
1968 · 
1969 · 
1970 · 
1971 · 
1972 · 
1973 · 
1974 · 
1975 · 
1976 · 
1977 · 
1978 · 
1979 · 
1980 · 
1981 · 
1982 · 
1983 · 
1984 · 
1985 · 
1986 · 
1987 · 
1988 · 
1989 · 
1990 · 
1991 · 
1992 · 
1993 · 
1994 · 
1995 ·
1996 · 
1997 · 
1998 · 
1999 · 
2000 · 
2001 · 
2002 · 
2003 · 
2004 · 
2005 · 
2006 ·
2007 ·
2008 ·
2009 ·
2010 ·
2011 ·
2012 ·
2013 ·
2014 ·
2015 ·
2016 ·
2017 ·
2018 ·
2019 · 
2020 · 
2021 ·
2022 ·
2023 ·
2024

 ISU-kampioenschappen

WK kunstschaatsen junioren ·
EK kunstschaatsen ·
Viercontinentenkampioenschap ·
Olympische Spelen